# Titu Cusi Yupanqui

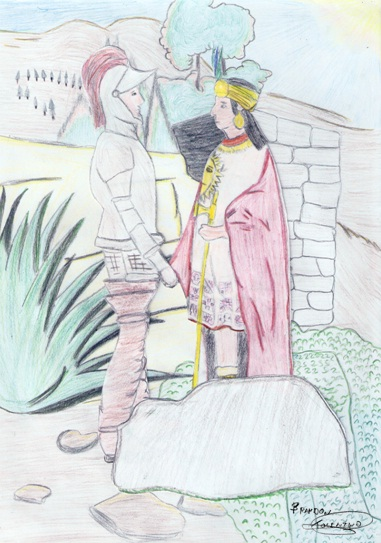
Titu Cusi Yupanqui

Don Diego de Castro Titu Cusi Yupanqui (1529 - ca. 1571) was van 1558 tot aan zijn dood in 1571 de 17e goddelijke keizer van het Incarijk. Hij was een zoon van Manco Inca Yupanqui.
Tijdens zijn regeertijd wilde de Peruviaanse onderkoning Francisco de Toledo onderhandelen met Titu Cusi. De onderhandelingen gingen over het feit dat Cusi het fort moest verlaten in ruil voor een riant pensioen. Nadat deze onderhandelingen escaleerde, werd Cusi gedoopt en werd lid van de Rooms-Katholieke Kerk.
Na Titu Cusi's dood in ca. 1571 werd Túpac Amaru keizer van het Incarijk. Túpac Amaru was de laatste keizer van het Incarijk.